# Конгаз (окръг Тулча)
 Тази статия е за селото в Северна Добруджа, Румъния.  За гагаузкото село в Южна Бесарабия вижте Конгаз (Молдова).  
Конгаз или Конгас (на румънски: Rândunica, Ръндуника) е село в Северна Добруджа, Румъния. Селото е част от Община Еникьой (Михай Когълничану), Окръг Тулча.

## История
От 1866 – 1867 година Васил Левски е учител в селото. Също в Конгаз е учителствал и опълченецът Иван Зринов. Запазени са сведения за дейността на училищната организация в Добруджа с протокол от 30 юли 1878, където се посочват имената на местни български първенци, натоварени с уреждането на българските училища в Бабадагското окръжие. На 12 юли 1917 в селото се провежат ученически литературно-музикални забавления, при които са събрани доброволни дарения за фонд "Добруджа" и местното читалище "Стефан Караджа". Запазени са сведения и за последващи подобни събития в селото  с участието на представители на тулчанската интелигенция и български военни от Трета армия.
До 1940 година Конгаз е с преобладаващо българско население, мнозинството от което е изселено в България между септември и ноември същата година по силата на Крайовската спогодба.

## Личности
Родени в Конгаз
- Митю Пенев Мирчев (1914 – 1944), български военен деец, подофицер, загинал през Втората световна война[7]